# Cerophysa nigricornis
Cerophysa nigricornis es un coleóptero de la familia Chrysomelidae.
Fue descrita científicamente en 1896 por Jacoby.